# 1462

## Родени
- Пиеро ди Козимо, италиански художник
- Висенте Пинсон, испански мореплавател и конкистадор
- 27 юни – Луи XII, крал на Франция

## Починали
- 27 март – Василий II, велик княз на Москва